# ペンシルベニア植民地総督
ペンシルベニア植民地総督では、現在のアメリカ合衆国ペンシルベニア州の前身にあたるペンシルベニア植民地の領主と代理総督について列挙する。
ペンシルベニア植民地は、イングランド国王チャールズ2世の特許（勅許）を受けたウィリアム・ペンによって建設された領主植民地であり、アメリカ独立までペン家の所有地として経営された。一部のペン家の当主の時代などを除いて、統治はペン家に任命された代理総督によって行われた。

## 領主
ペンシルベニア植民地は、ウィリアム・ペンにより創設され、アメリカ独立革命により権力と財産を奪われるまで、ペン家が3世代に渡ってペンシルベニア植民地（およびデラウェア植民地）の領主（proprietor）の地位にあった。
1681年、イングランド国王チャールズ2世は、ペンの父に対する借金の返済の代わりに、ペンに対し、現在のフィラデルフィアの土地に新たな領主植民地を建設する特許状を与えた。1712年にウィリアムが病気に倒れると、その妻のハンナ・キャローヒル・ペンが領主代理を務めた。
1718年にウィリアムが死亡し、所有権はウィリアムとハンナの間の3人の息子、「アメリカ人」ジョン、トマス、リチャードが分割して相続し、半分の所有権を持つジョンが代表所有者となった。ジョンは生涯結婚せず、子供がいなかった。その死後は弟のトマスがジョンの持ち分を相続して代表所有者となった。
リチャードの持ち分は、その息子の「総督」ジョン(Governor John Penn)が相続した。トマスの持ち分は、その息子のジョン「オブ・ストーク」(John Penn "of Stoke")が相続した。
| 代 | 代表所有者                     | 期間            | 所有率 | その他の所有者                                                                            |
| -- | ------------------------------ | --------------- | ------ | ----------------------------------------------------------------------------------------- |
| 1  | ウィリアム・ペン               | 1681年 - 1718年 | 100%   | 1712年以降は妻のハンナ・キャローヒル・ペンが所有者代理を務めた。                          |
| 2  | 「アメリカ人」ジョン・ペン     | 1718年 - 1746年 | 50%    | 25%：トマス・ペン、25%：リチャード・ペン・シニア                                          |
| 3  | トマス・ペン                   | 1746年 - 1775年 | 75%    | 25%：リチャード・ペン・シニア（1746年 - 1771年）、「総督」ジョン・ペン（1771年 - 1775年） |
| 4  | ジョン・ペン「オブ・ストーク」 | 1775年 - 1776年 | 75%    | 25%: 「総督」ジョン・ペン                                                                 |

「ジョン・ペン」という人物が3人おり、区別のため愛称を鉤括弧内に表記している。

## 統治者
領主が不在の場合、植民地の行政は領主に任命された統治者に任されていた。その肩書は、基本的に代理総督（Deputy Governor）であったが、末期は副総督（Lieutenant Governor）になった。また、代理総督が不在の場合は植民地議会議長（President of Council）だった時がある。
1693年のみ、名誉革命によってイングランドの共同統治者となった国王ウィリアム3世が、ペンシルベニア植民地の王室直轄地化を試み、一時的にニューヨーク植民地総督であったベンジャミン・フレッチャーを任命している。
| 代 | 氏名                       | 肩書     | 任期            | 首都             |
| -- | -------------------------- | -------- | --------------- | ---------------- |
| 1  | ウィリアム・マーカム       | 代理総督 | 1681年 - 1682年 | フィラデルフィア |
| 2  | ウィリアム・ペン           | 領主     | 1682年          | フィラデルフィア |
| 3  | トマス・ロイド             | 議会議長 | 1684年 - 1688年 | フィラデルフィア |
| 4  | ジョン・ブラックウェル     | 代理総督 | 1688年          | フィラデルフィア |
| 5  | トマス・ロイド             | 代理総督 | 1690年          | フィラデルフィア |
| 6  | ウィリアム・マーカム       | 代理総督 | 1691年          | フィラデルフィア |
| 7  | ベンジャミン・フレッチャー | 総督     | 1693年          | ニューヨーク     |
| 8  | ウィリアム・マーカム       | 代理総督 | 1693年          | フィラデルフィア |
| 9  | サミュエル・カーペンター   | 代理総督 | 1694年 - 1698年 | フィラデルフィア |
| 10 | ウィリアム・ペン           | 領主     | 1699年          | フィラデルフィア |
| 11 | アンドリュー・ハミルトン   | 代理総督 | 1701年 - 1703年 | フィラデルフィア |
| 12 | エドワード・シッペン       | 議会議長 | 1703年 - 1704年 | フィラデルフィア |
| 13 | ジョン・エヴァンス         | 代理総督 | 1704年 - 1709年 | フィラデルフィア |
| 14 | チャールズ・グッキン       | 代理総督 | 1709年 - 1717年 | フィラデルフィア |
| 15 | ウィリアム・キース         | 代理総督 | 1717年 - 1726年 | フィラデルフィア |
| 16 | パトリック・ゴードン       | 代理総督 | 1726年 - 1736年 | フィラデルフィア |
| 17 | ジェームズ・ローガン       | 議会議長 | 1736年          | フィラデルフィア |
| 18 | ジョージ・トマス           | 代理総督 | 1738年 - 1747年 | フィラデルフィア |
| 19 | アンソニー・パーマー       | 議会議長 | 1747年          | フィラデルフィア |
| 20 | ジェームズ・ハミルトン     | 代理総督 | 1748年 - 1754年 | フィラデルフィア |
| 21 | ロバート・ハンター・モリス | 代理総督 | 1754年 - 1756年 | フィラデルフィア |
| 22 | ウィリアム・デニー         | 代理総督 | 1756年 - 1759年 | フィラデルフィア |
| 23 | ジェームズ・ハミルトン     | 代理総督 | 1759年 - 1763年 | フィラデルフィア |
| 24 | ジョン・ペン               | 副総督   | 1763年 - 1771年 | フィラデルフィア |
| 25 | リチャード・ペン           | 副総督   | 1771年 - 1773年 | フィラデルフィア |
| 26 | ジョン・ペン               | 副総督   | 1773年 - 1776年 | フィラデルフィア |

この他、アメリカ独立戦争中の1777年9月26日から1778年6月までイギリス軍がフィラデルフィアを占領していた間、ロイヤリストのジョセフ・ギャロウェイが「街の警察機能と交易」の担当に指名された。